# تزامن (فلسفة)

التزامن(بالإنجليزية: Simultaneity)‏ هو اتفاق زمني في وقوع أحداث منفصلة في المكان، وقد كانت الصورة الكلاسيكية للعالم تتضمن مفهوم الزمن المطلق أي التدفق المؤثر للزمن، الذي يمضي بشكل موحد في كل مكان ويتألف من لحظات تتابع في أنحاء المكان، وقد جاءت نظرية النسبية فاستخرجت من الصورة العلمية للعالم الحركة المطلقة التي تعزى إلى الأثير ورفضت مفهوم التزامن المطلق، ويكون لتطابق اللحظات الزمنية لحدثين معناه عندما نفحص الحدثين في داخل حدود إطار حدد من الإسناد، والأحداث التي تكون متزامنة في إطار إسناد معين لا تكون متزامنة في غيره.
وقد يعني التزامن الآتي :
- في مجال القانون الجنائي، أنظر التزامن (القانون).